# Nandu-de-darwin
A nandu-de-darwin ou nandu-pequena (Rhea pennata ou Pterocnemia pennata) é um parente menor da ema que se distingue facilmente desta pelas manchas brancas apresentadas no dorso.
Vive nas zonas altas (3500 a 4500 metros de altitude) e semiáridas ao sul do Peru e nas florestas e estepes da América do Sul.
A nandu-de-darwin bica sua comida do chão, enquanto caminha vagarosamente de cabeça baixa. É habitual juntar-se aos lhamas que pastam por ali. O período de acasalamento dá-se entre setembro e janeiro.
Segundo a taxonomia de Sibley-Ahlquist, esta espécie pertence ao género Rhea, juntamente com as emas.

## Descrição
A nandu-de-darwin atinge de 90 a 100 centímetros de altura e pesa entre 15 a 28,6 kg. Como a maioria das aves corredoras, ela tem uma cabeça pequena e um pequeno bico, o qual mede 6,2 a 9,2 cm, mas tem pernas e pescoço longos. Tem asas relativamente maiores do que os outros ratites, permitindo que a ave corra muito bem. Ela pode atingir velocidades de 60 km/h, permitindo-lhe fugir de predadores. As garras afiadas nos dedos são armas eficazes. As penas são semelhantes aos de avestruzes. A plumagem é manchada num tom castanho e branco, e a parte superior do tarso tem penas. O tarso mede de 28 a 32 cm de comprimento e tem 18 placas horizontais na parte dianteira.